# Ждакаев, Иван Андреевич
Ива́н Андре́евич Ждака́ев (1957—2005) — Народный депутат Верховного Совета СССР, депутат Государственной думы второго, третьего и четвёртого созывов.

## Биография
Родился 28 июля 1957 года в посёлке Первомайск Поронайского района Сахалинской области. По национальности мордвин. Состав семьи: жена Наталья Александровна Ждакаева, дочь Римма Ивановна Ждакаева.

### Образование и работа
Заочно окончил Южно-Сахалинский лесотехнический техникум по специальности «техник-механик», служил в Советской Армии. По окончании службы в армии работал в Первомайском леспромхозе сучкорубом, бульдозеристом. В дальнейшем окончил Российскую академию государственной службы при Президенте РФ.

### Политическая деятельность

#### СССР
В 1982 году вступил в КПСС.
Избирался депутатом Смирныховского районного Совета трех созывов. С 1989 по 1991 год -
народный депутат СССР, член Совета Союза Верховного Совета СССР, входил в состав Межрегиональной депутатской группы.
В декабре 1991 года был одним из тех, кто подписал обращение к Президенту СССР и Верховному Совету СССР с предложением о созыве чрезвычайного Съезда народных депутатов СССР.

#### Россия
С 1992 по 1995 год — заместитель генерального директора Инновационного фонда Сахалина.
Избирался депутатом Сахалинской областной Думы в 1994 году, был членом Мандатной комиссии.
В декабре 1995 года был избран в Государственную Думу РФ второго созыва по Сахалинскому одномандатному избирательному округу 160 (Сахалинская область), входил в депутатскую группу «Народовластие», был членом Комитета ГД по промышленности, строительству, транспорту и энергетике, членом Мандатной комиссии.
В 1999 году избран в Государственную Думу РФ третьего созыва также по Сахалинскому избирательному округу No 160, выдвигался непосредственно избирателями, входил в депутатскую Агропромышленную группу, был заместителем председателя Комитета по энергетике, транспорту и связи, членом комиссий Государственной Думы по геополитике, по проблемам устойчивого развития, по рассмотрению правовых вопросов пользования недрами на условиях раздела продукции.
7 декабря 2003 года был избран в Государственную Думу РФ четвёртого созыва вновь от Сахалинского избирательного округа No 160. Был членом фракции КПРФ, заместителем председателя Комитета ГД по энергетике, транспорту и связи, членом Комиссии ГД по мандатным вопросам и вопросам депутатской этики.
С 1993 года был членом КПРФ, членом и руководителем Сахалинского областного комитета КПРФ. Являлся членом редколлегии газеты «Возрождение».

### Смерть
Умер в ночь на 14 декабря 2005 года в Москве в Центральной клинической больнице, где 12 декабря ему была проведена операция на сердце.
Похоронен на Троекуровском кладбище.